# Maman déteste la police
Pour plus de détails, voir Fiche technique et Distribution.
Maman déteste la police (Home Sweet Homicide) est un film américain en noir et blanc réalisé par Lloyd Bacon, sorti en 1946.

## Synopsis
Marian Carstairs, veuve et auteur de romans policiers, est très occupée à terminer son dernier roman. Pendant ce temps, ses trois enfants cherchent un mari pour leur mère. Quand une femme est tuée dans une maison voisine, ils se retrouvent mêlés à l'enquête policière car ils ont entendu les coups de feu. Ils décident alors de mener leur propre enquête. Mais le lieutenant de police Bill Smith les tient à l’œil, et il fait bien car le danger rôde.

## Fiche technique
- titre : Maman déteste la police
- titre original : Home Sweet Homicide
- Scénario : F. Hugh Herbert, d'après le roman policier Home Sweet Homicide (novel) (en) de Craig Rice (1944)
- Musique : David Buttolph
- Direction artistique : James Bavesi et Boris Leven
- Décors : Thomas Little et Al Orenbach
- Photographie : John F. Seitz
- Montage : Louis Loeffler
- Producteur : Louis D. Dighton
- Société de production et de distribution : 20th Century Fox
- Genre : comédie policière, film pour la jeunesse
- Format : noir et blanc — 35 mm — 1,37:1 — son : mono (RCA Sound System)
- Durée : 90 minutes
- Dates de sortie : 
  - États-Unis : 11 juin 1946 (New York City)
  - États-Unis : 2 octobre 1946
  - France : 2 juin 1950

## Distribution
- Peggy Ann Garner : Dinah Carstairs
- Randolph Scott : le lieutenant Bill Smith
- Lynn Bari : Marian Carstairs
- Dean Stockwell : Archie Carstairs
- Connie Marshall : April Carstairs
- James Gleason : le sergent O'Hara
- Anabel Shaw : Polly Walker
- Barbara Whiting : Jo-Ella Holbrook
- Shepperd Strudwick : M. Wallace Sanford